# Ivanečka rudarska četa
Ivanečka rudarska četa je postrojba za spašavanje unesrećenih rudara osnovana 1898. godine u Ivancu. Bila je izuzetno važan segment i nezaobilazan faktor u rudarstvu i općenito u društvu. Pretpostavlja se da je rudarska četa osnovana 1898. godine, ali službeno se uzima 1900.godina koja se nalazi na staroj zastavi.

## Ivanečka rudarska povijest
Poznata je činjenica da se organizirana eksploatacija rudnog bogatstva na području Ivanca vršila od 18. stoljeća. Vlasnici rudnika bili su Austrijanci, Belgijanci, Francuzi i Šveđani. Djelovali su samostalno ili udruženo i vadili cinkovu i željeznu rudu, lignit, mrki ugljen, pješčani i vapneni kamen. Rudarska okna bila su na području Ivanca i ivanečke mikroregije (Ladanje, Brodarevec, Tiglin, Golubovec, Željeznica, Kuljevčica i Vinica. Najveća i najpoznatija okna bila su u Ivancu, okno Josef (1895.), jama Flora (1901.) i Olga (1937). Zahvaljujući jami Flora, ljeti je bilo zaposleno 200, a zimi 600 rudara što je bilo važno za gospodarski razvoj Ivanca. Oko same jame razvio se krug Ivanečkih ugljenokopa. Ova jama radila je do 1962. godine. Jama Olga otvorena je 1937. godine, a zatvorena je 1952. godine. Lokacija je zatvorena zbog eksploatacije južnog dijela tog ležišta. Okno Josef prestaje raditi 1906. godine, no ono je ponovno aktivirano 1953. godine samo pod drugim nazivom, Kuljevčica. Ugljeni sloj na području Kuljevčice bio je najkvalitetniji u cijelom bazenu.
Valja spomenuti činjenicu vezanu uz ivanečko - golubovečke rudnike, a to je postojanje prvog dioničkog društva osnovanog 1877. godine pod nazivom Golubovecer   glanzkohlenbergbau  (Golubovečko rudokopje svetlog ugljena).  Rudarski posao bio je iznimno težak, uvjeti za rad bili su nepovoljni, a plaće rudara ispod svakog minimuma. Na području Hrvatske upravo su ivanečki rudari bili najmanje plaćeni, samo 23 krajcara, za usporedbu u Rijeci gdje su plaće rudara bile 55-60 krajcara.

## Ivanečka rudarska četa
Poticaj za osnivanje rudarske čete bile su česte nesreće koje su se događale u rudnicima. Prije nije bilo strojeva, gotovo sve se radilo rukama i jedino se ljudskom snagom moglo pomoći unesrećenima. Upravo zbog čestih nesreća u rudnicima, Dionička društva koja su bila vlasnici rudnika, davali su poticaj za osnivanje Rudarske čete uz odobrenje Kraljevskog rudarskog satništva. Četa je imala zadatak brigu o rudarima i spašavanju unesrećenih, a imala je dvadesetak članova. Sačinjavali su je bolji radnici rudari, zanatlije i službenici obučeni za različite specijalnosti pri spašavanju, bolničari i liječnik. Zahvaljujući rudarskoj četi spašeni su brojni životi.
Uniforma člana rudarske čete sastojala se od kape koja je na sebi imala rudarski znak s lovorovim vijencem od mesinga, (simbol slave) s jedne strane, a s druge strane hrastov vijenac (simbol izdržljivosti i dugovječnosti), kaputa s gumbima i na kojima je bio rudarski znak s vijencem, opasača koji je na kopči imao rudarski znak s vijencem, hlača i visokih cipela. Oznake su izrađivane od mjedi i bile su pozlaćene. Sastavni dio uniforme bila je rudarska sjekirica koja nije bila namijenjena za rad, već dio uniforme. Izgled uniforme rudarske čete bilo je točno propisana i šivana je isključivo po odobrenju kraljevskog rudarskog satništva i ministarstva, što se točno može vidjeti po ušitku unutar odijela.
Na inicijativu Borisa Jagetića Daraboša 2006. godine ponovno je oformljenja Ivanečka rudarska četa kao povijesna postrojba. Ponovnim osnivanjem čete željelo se zahvaliti nekadašnjim rudarima, ali i sačuvati dio ivanečke tradicije od zaborava i aktivno je uključiti u turističku promidžbu grada Ivanca. Prva smotra čete bila je 24. lipnja 2006. godine u sklopu proslave Dana grada Ivanca. Atraktivne uniforme sašivene su prema sačuvanom primjerku s kraja 19. stoljeća. Ivanečka rudarska četa jedina je ovakva postrojba u ovom dijelu Europe.

## Vanjske poveznice
- ivanecki-vitezovi  Arhivirana inačica izvorne stranice od 4. veljače 2015. (Wayback Machine)
- Ivanec  Arhivirana inačica izvorne stranice od 4. veljače 2015. (Wayback Machine)